# Oceanida whitechurchi
Oceanida whitechurchi is een slakkensoort uit de familie van de Eulimidae. De wetenschappelijke naam van de soort is voor het eerst geldig gepubliceerd in 1932 door Turton.